# Mekran (góry)

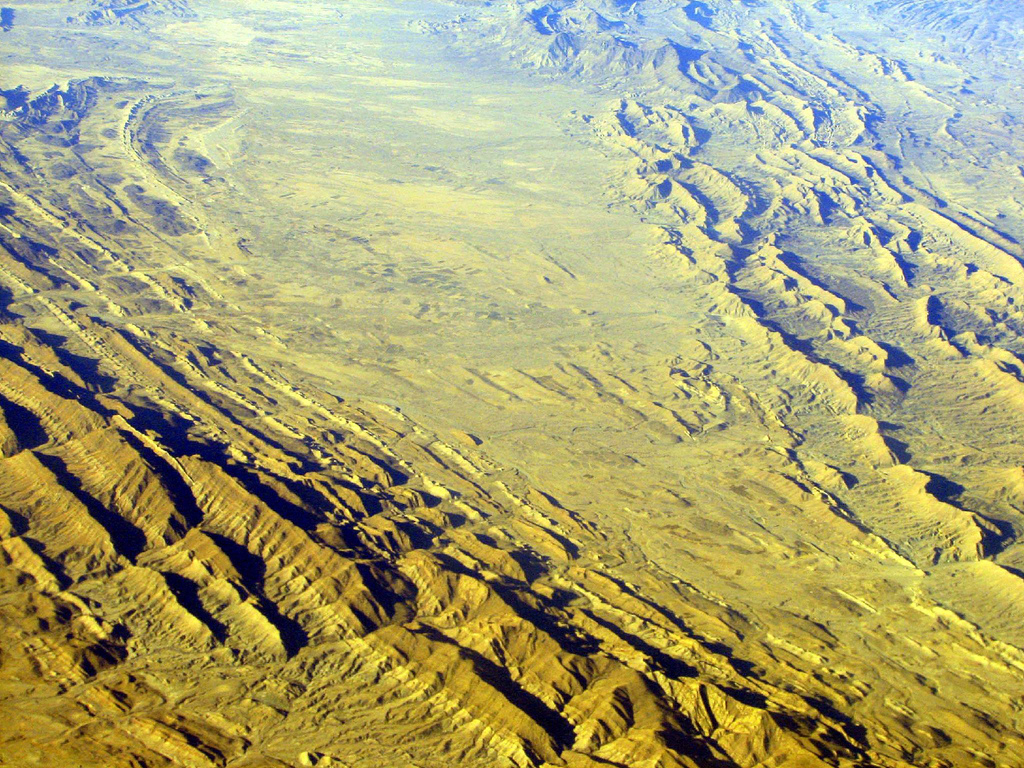
Środkowa część gór Mekran z lotu ptaka

Mekran (pers. ‏مکران‎) – łańcuch górski na południowo-wschodnim skraju Wyżyny Irańskiej, w Iranie i Pakistanie. Rozciąga się na długości ok. 800 km. Osiąga wysokość do 2292 m n.p.m. Góry zbudowane są głównie z wapieni i piaskowców. Na przedgórzach występują błotniste wulkany (najwyższy Kuh-e-Kuhran – 2163 m n.p.m.).
Góry Mekran sąsiadują z nadbrzeżną pustynią Germezir. Panuje tu klimat i roślinność półpustynne. Roczny opad wynosi do 200 mm. 
Jest to rejon słabo zaludniony, poza dolinami, w których uprawiany jest daktylowiec właściwy.